# S&P 500
글로벌산업분류기준에 따른 S&P 500 시가총액 분류

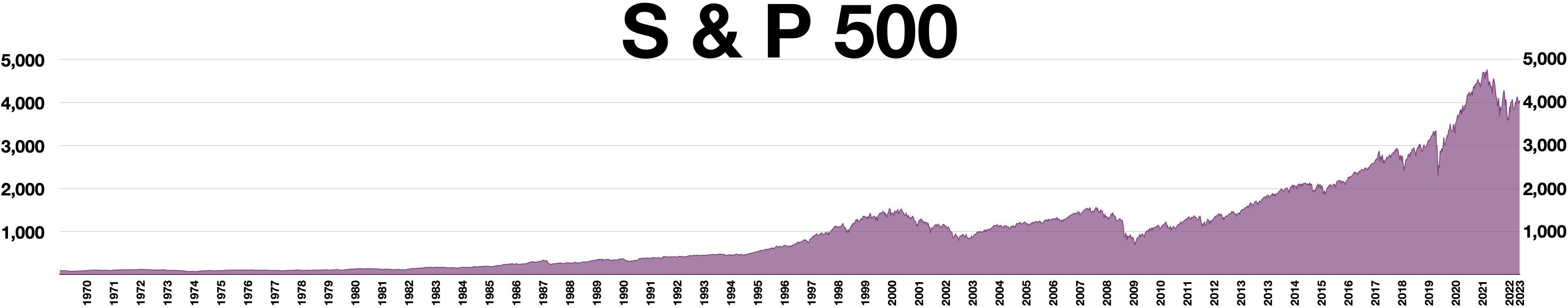
1970년부터 2023년까지의 S&P 500 지수

S&P 500 또는 스탠더드 앤 푸어 500(영어: Standard and Poor's 500)은 미국의 증권거래소에 상장된 500개의 가장 큰 기업들의 주가 성과를 추적하는 주가 지수이다. 오늘날 가장 많이 사용되고 있는 주식 지수 중 하나로 2024년 1월 기준 약 43조 달러, 미국 공개기업 시가총액의 약 80% 정도를 포함한다.
S&P 500는 시가총액 가중지수이다. 2024년 6월 28일 기준 S&P 500의 상위 9개 기업이 전체 지수의 35.8%를 차지하고 있으며 이들 기업은 마이크로소프트, 엔비디아, 애플, 아마존, 메타 플랫폼스, 클래스 A 및 C 주식을 포함한 알파벳, 버크셔 해서웨이, 일라이 릴리 앤드 컴퍼니와 브로드컴이다.
S&P 500은 경기 전망에 쓰이는 컨퍼런스 보드 경기선행지수(Conference Board Leading Economic Index, CB LEI)의 구성요소 중 하나이며, 시장이나 웹사이트에 따라 ^GSPC, INX, $SPX 등 여러 티커 심볼로 표기된다. S&P500 지수는 S&P 글로벌의 합작투자회사인 S&P 다우존스 인덱시스(S&P Dow Jones Indices)가 관리하며 위원회가 구성 종목을 관리한다.

## 개념
500개 종목의 주식을 기준으로 한 지수로, 블루칩인 30개 종목의 주식만을 대상으로 하는 다우존스의 산업 평균지수보다 포괄적이기 때문에 머니 매니저의 영업실적을 평가하는 기준으로 활용되고 있다. S&P 500 지수는 국제 신용평가기관인 미국의 스탠더드 앤드 푸어스(Standard and Poors, 약칭 S&P)이 작성한 주가 지수이다. 스탠더드 앤드 푸어스는 무디스(Moody’s), 피치(Fitch) 등과 함께 세계 3대 신용평가 기관으로 불리고 있다.
다우존스 지수와 마찬가지로 뉴욕증권거래소에 상장된 기업의 주가 지수지만, 지수 산정에 포함되는 종목수가 다우지수의 30개보다 훨씬 많은 500개이다. 지수의 종류로서는 공업주(400종목), 운수주(20종목), 공공주(40종목), 금융주(40종목)의 그룹별 지수가 있다. 한편, S&P 500지수 옵션의 향후 30일간 변동성을 반영하는 'VIX 지수'가 있다. 이 지수는 증시 지수와 반대로 움직여서 '공포지수'라고도 불린다.
최근, S&P는 유가변동으로 인한 주가변동으로 큰 관심을 이끌고 있고, 한 주당 가격이 비싸다는 이유로 진입장벽이 높다는 한계점 또한 가지고 있다.
지수 산정에 포함되는 종목은 스탠더드 앤드 푸어스(S&P)가 우량기업주를 중심으로 선정한다. 시가총액식 주가지수는 전 종목을 대상으로 지수를 산출하기 때문에 시장 전체의 동향 파악이 다우식보다 용이하고 시장구조에 적절히 대응할 수 있는장점이 있는 반면 대형주의 영향을 크게 받고 투자자가 느끼는 주가의 변동추이와 지수움직임이 큰 차이를 보인다는 약점을 안고 있다. 산출방식은 비교시점의 주가에 상장주식수를 곱한 전체 시가총액과 기준시점의 시가총액을 대비한다.

## S&P500 분류
1. 월배당 S&P500
S&P500 고배당 종목을 중심으로 구성된 포트폴리오로, 매월 일정한 배당 수익을 제공하는 것을 목표로 한다. 시장 방향성과 무관하게 고정적인 현금 흐름을 추구한다.
2. 인컴 커버드 S&P500
고배당주와 함께 인버스 ETF 또는 커버리지 전략을 병행하는 구조로, 배당 수익과 하방 리스크 방어를 동시에 추구한다. 변동성 구간에서 수익 안정성을 높이는 데 초점을 둔다.
3. 안정 유지 S&P500
S&P500 내 저변동성 종목과 방어적 섹터 중심으로 구성된 포트폴리오로, 원금 보존과 안정적 수익을 우선시한다. 은퇴 설계 및 보수적 자산 운용에 적합하다.
4. 성장 중심 S&P500
S&P500 구성 종목 중 성장 가능성이 높은 섹터(기술, 헬스케어 등)에 집중하여 자본이득을 추구하는 전략이다. 장기 투자를 목표로 한다.

## 같이 보기
- 다우존스
- 주가지수

## 참고 자료
- 《시사상식사전》, 지식엔진연구소, 박문각